# Valeriana macbridei
Valeriana macbridei är en kaprifolväxtart som beskrevs av Ellsworth Paine Killip. Valeriana macbridei ingår i släktet vänderötter, och familjen kaprifolväxter. Inga underarter finns listade i Catalogue of Life.